# Kraft Suspense Theatre
Das Kraft Suspense Theatre, selten Suspense Theatre und in der Wiederholung Crisis, war eine im Auftrag von Kraft Foods von Roncom Films und Universal Television produzierte Anthologie-Serie, die von 1963 bis 1965 im US-amerikanischen Fernsehen auf NBC ausgestrahlt wurde und sechzig Fernsehspiele und Dramen in zwei Staffeln umfasste.
Das Kraft Suspense Theatre folgte dem Kraft Television Theatre, später in Kraft Mystery Theatre umbenannt, das von 1947 bis 1958 ebenfalls auf NBC ausgestrahlt wurde und zeitweise auch auf ABC in einer Doppelprogrammmierung lief. Anders als das Kraft Suspense Theatre, das speziell für das Fernsehen entwickelte Inhalte zeigte, wurden im Kraft Television Theatre live dargebotende Fernsehspiele gezeigt, die oft Adaptionen bekannter literarischer Klassiker waren. Im Vergleich stellt das Kraft Suspense Theatre eine Weiterentwicklung hin zu modernen Fernsehserien dar, allerdings noch ohne folgenüberspannende Erzählweise – mit Ausnahme einzelner Doppelfolgen in Spielfilmlänge.

## Hintergrund
Das von Kraft Foods finanzierte und in Farbe hergestellte Format, wurde an drei Wochen im Monat ausgestrahlt und einmal monatlich durch die Kraft Music Hall von Perry Como unterbrochen. Comos Produktionsfirma, Roncom Films, produzierte beide Sendungen in Zusammenarbeit mit Universal Television in den Universal Studios in Hollywood. Der Firmenname „Roncom Films“ war von Ronnie Como abgeleitet, Perry Comos Sohn. Der Schriftsteller, Kritiker und Hörspielautor Anthony Boucher diente der Serie als Berater.
Wie bereits das Kraft Television Theatre, verhalf auch das Kraft Suspense Theatre zahlreichen Schauspielern, Regisseuren und Dramatikern der damaligen Zeit zum Start ihrer Karriere.
Zu den Schauspielern, die im Kraft Suspense Theatre mitwirkten, gehörten unter anderem Ben Cooper, Richard Crenna, John Forsythe, Ron Foster, Vivi Janiss, Brad Johnson, Jack Kelly, Robert Loggia, Ida Lupino, Martin Milner, Ellen Burstyn (damals noch als Ellen McRae, die in der Folge The Deep End neben Clu Gulager und Aldo Ray auftrat), Leslie Nielsen, Larry Pennell, Mickey Rooney, James Whitmore, Jeffrey Hunter, Tippi Hedren, Telly Savalas und Robert Ryan.
Zu den Regisseuren zählten bekannte Namen aus dem Fernsehen, und später auch aus dem Filmbereich, darunter Robert Altman, Richard L. Bare, Roy Huggins, Buzz Kulik, David Lowell Rich, Ida Lupino, Sydney Pollack, Elliot Silverstein, Jack Smight, Ralph Senensky und Paul Wendkos.
Einige Folgen des Kraft Suspense Theatre wurden zu Pilotfilmen für potenzielle Serienauskopplungen. Die Folge Rapture At Two-Forty wurde so zum Pilotfilm der Fernsehserie Run for Your Life, die im Anschluss von Herbst 1965, bis in das Jahr 1968 hinein, auf NBC ausgestrahlt wurde.
Der Kinofilm Sergeant Ryker aus dem Jahr 1968, mit Lee Marvin in der Hauptrolle, war ursprünglich ein zweiteiliger Fernsehfilm, der erstmals unter dem Titel The Case Against Paul Ryker im Kraft Suspense Theatre gezeigt wurde. Er diente zudem als Pilot für die Fernsehserie Court Martial aus dem Jahr 1966 auf ABC. Weitere Folgen, die später zu vollwertigen Kinofilmen für den internationalen Vertrieb erweitert wurden, zunächst für Europa, waren Once Upon a Savage Night, veröffentlicht unter dem Titel Nightmare in Chicago, und In Darkness, Waiting, veröffentlicht unter dem Titel Strategy of Terror.

## Veröffentlichung
Der Pilotfilm zur Serie, Shadow of a Man, wurde in den Vereinigten Staaten am 19. Juni 1963 auf NBC uraufgeführt. Die erste Staffel begann mit der Doppelfolge The Case Against Paul Ryker, die am 10. und 17. Oktober desselben Jahres erstmals gezeigt wurde. Die Serie endete am 1. Juli 1965 mit der Folge Connery’s Hands, mit Gary Lockwood, Don Gordon, Sally Kellerman und Peter Breck in den Hauptrollen.
Nach der Erstausstrahlung und dem Wegfall des Sponsorings durch Kraft Foods ging die Serie in die Syndizierung und wurde in den USA und in Kanada unter dem Titel Crisis wiederholt, später auch als Suspense Theatre. Die Serie wurde auch zusammen mit ausgewählten Folgen von Bob Hope Presents the Chrysler Theatre unter dem Titel Universal Star Time vermarktet. In Großbritannien zeigte BBC2 ausgewählte Folgen der Serie, ebenfalls zusammen mit Folgen von Bob Hope Presents the Chrysler Theatre, unter dem Titel Impact.
In den 1990er-Jahren zeigte der US-amerikanische Bezahlfernsehsender Sci-Fi-Channel die Serie sowohl unter dem Titel Suspense Theatre als auch als Crisis im Rahmen nächtlicher Wiederholungen. Die Fernsehsender Retro TV und Antenna TV strahlten die Serie Anfang der 2010er-Jahre erneut aus.

## Stunde der Entscheidung
In Deutschland wurden neun synchronisierte Folgen der ersten und eine Folge der zweiten Staffel des Kraft Suspense Theatre ab dem 11. Juni 1965 unter dem Titel Stunde der Entscheidung in der ARD ausgestrahlt. Die Ausstrahlung endete im Mai 1966. Von September bis November 1971 zeigte das Fernsehen der DDR in seinem ersten Programm, DFF1, die Serie ebenfalls.
Ab Juni 1973 waren die Folgen erneut in der ARD zu sehen und zusätzlich Fernsehfilme anderen Ursprungs, die keinen Bezug zur Originalserie hatten. Die Folge Auge um Auge mit Ray Milland entstammte der Fernsehserie Suspicion, die Folge Der Mörder kam am nächsten Tag entstammte aus der Fernsehserie Alcoa Premiere.
Die Folge Die geheimnisvolle Reise aus der Fernsehserie Thriller wurde am 10. Juli 1966 in der ARD erstmalig ausgestrahlt und war nicht Teil von Stunde der Entscheidung. Zuletzt war Stunde der Entscheidung von Januar bis April 2001 im Fernsehen des Hessischen Rundfunks zu sehen; in der Wiederholung wurde nun auch Die geheimnisvolle Reise im Rahmen der Stunde der Entscheidung gezeigt.

## Auszeichnungen
- 1964: Nominierung für den DGA Award der Directors Guild of America für Regisseur Buzz Kulik in der Kategorie „Outstanding Directorial Achievement in Television“ für die Doppelfolge The Case Against Paul Ryker.
- 1964: Edgar Allan Poe Award für Autor Luther Davis in der Kategorie „Best Episode in a TV Series“  für die Folge The End of the World, Baby.
- 1964: Nominierung für den Primetime Emmy für Kameramann Bud Thackery in der Kategorie „Outstanding Achievement in Cinematography for Television“.
- 1966: Doppelnominierung für zwei WGA Awards der Writers Guild of America für die Autoren Luther Davis und Jo Swerling Jr. in der Kategorie „Anthology, Any Length“ für die Folge Rapture at Two-Forty aus dem Jahr 1965.

## Folgen

### Pilot: 1963
1. • 19.06.1963: Shadow of a Man (mit Broderick Crawford, Jack Kelly, Ed Begley und Beverley Owen)

### Staffel 1: 1963–1964
1. • 10.10.1963: The Case Against Paul Ryker: Part 1 (mit Lee Marvin, Bradford Dillman, Peter Graves, Vera Miles und Lloyd Nolan; erster Teil Pilot for Court Martial)
2. • 17.10.1963: The Case Against Paul Ryker: Part 2
3. • 24.10.1963: The End of the World, Baby (mit Gig Young, Nina Foch, Katherine Crawford und Peter Lorre) – Teil von Stunde der Entscheidung als Schatten über der Rivera
4. • 31.10.1963: A Hero for Our Times (mit Lloyd Bridges, John Ireland, Geraldine Brooks und Sandra Church) – Teil von Stunde der Entscheidung als Er war Augenzeuge
5. • 07.11.1963: Are There Any More Out There Like You? (mit Robert Ryan, Katharine Ross und Adam Roarke)
6. • 14.11.1963: One Step Down (mit Gena Rowlands, Leslie Nielsen, Jack Weston und Ida Lupino) – Teil von Stunde der Entscheidung als Ein Schritt zu weit
7. • 05.12.1963: The Machine That Played God (mit Anne Francis und Gary Merrill) – Teil von Stunde der Entscheidung als Schnellstraße in die Nacht
8. • 12.12.1963: The Long, Lost Life of Edward Smalley (mit James Whitmore und Richard Crenna)
9. • 19.12.1963: The Hunt (mit Mickey Rooney, James Caan, Harry Townes und Bruce Dern) – Teil von Stunde der Entscheidung als Die Jagd
10. • 26.12.1963: The Name of the Game (mit Jack Kelly und Pat Hingle)
11. • 02.01.1964: The Deep End (mit Aldo Ray, Clu Gulager und Tina Louise) – Teil von Stunde der Entscheidung als Der Tod im Wasser
12. • 09.01.1964: A Truce to Terror (mit Steve Forrest und John Gavin)
13. • 16.01.1964: Who is Jennifer? (mit Gloria Swanson, Dan Duryea, David Brian und Brenda Scott) – Teil von Stunde der Entscheidung als Wer ist Jennifer?
14. • 30.01.1964: Leviathan Five (mit Arthur Kennedy, Robert Webber und Andrew Duggan)
15. • 06.02.1964: My Enemy, This Town (mit Scott Marlowe, Diane McBain und Philip Carey) – Teil von Stunde der Entscheidung als Der Mann, der nach der Wahrheit jagte
16. • 20.02.1964: The Action of the Tiger (mit Telly Savalas, Ulla Jacobsson, Peter Brown und Stephen McNally)
17. • 27.02.1964: Doesn’t Anyone Know Who I Am? (mit Cornel Wilde, Kathryn Crosby und Martha Hyer)
18. • 12.03.1964: The Threatening Eye (mit Jack Klugman, Annie Farge, Pat O’Brien und Phyllis Thaxter) – Teil von Stunde der Entscheidung als Ein perfekter Plan
19. • 19.03.1964: A Cause of Anger (mit Brian Keith, Nancy Malone und Audrey Totter)
20. • 26.03.1964: Knight’s Gambit (mit Eleanor Parker, Roger Smith und Chester Morris)
21. • 02.04.1964: Once Upon a Savage Night (mit Charles McGraw, Robert Ridgely, Ted Knight, Philip Abbott und Barbara Turner)
22. • 16.04.1964: Portrait of an Unknown Man (mit Clint Walker, Mala Powers, Robert Duvall und Jay C. Flippen)
23. • 23.04.1964: Their Own Executioners (mit Dean Stockwell, Lilia Skala und Herschel Bernardi)
24. • 30.04.1964: The Sweet Taste of Vengeance (mit John Forsythe, Diana Hyland und Jack Weston)
25. • 07.05.1964: Charlie, He Couldn’t Kill a Fly (mit Keenan Wynn, Beverly Garland und Richard Kiley)
26. • 14.05.1964: The Watchman (mit Jack Warden, Victoria Shaw und Telly Savalas)
27. • 28.05.1964: The Robrioz Ring (mit Julie Harris und Robert Loggia)
28. • 04.06.1964: A Cruel und Unusual Night (mit Ronald Reagan, Scott Marlowe und Anne Helm)

### Staffel 2: 1964–1965
1. • 01.10.1964: The World I Want (mit Jo Van Fleet, Albert Dekker, Sal Mineo und Leonard Nimoy)
2. • 08.10.1964: Operation Greif (mit Robert Goulet und Claude Akins)
3. • 22.10.1964: A Lion Amongst Men (mit James Whitmore und Tommy Sands)
4. • 05.11.1964: That He Should Weep for Her (mit Milton Berle und Carol Lawrence)
5. • 12.11.1964: The Kamchatka Incident (mit John Forsythe, Roger Perry und Leslie Parrish)
6. • 19.11.1964: The Jack Is High (mit Edd Byrnes, Pat O’Brien und Henry Jones)
7. • 26.11.1964: Graffiti (mit Richard Angarola, Robert Ellenstein und Philippe Forquet)
8. • 03.12.1964: One Tiger to a Hill (mit Barry Nelson, James Gregory, Diane McBain und Peter Brown)
9. • 10.12.1964: Threepersons (mit John Gavin und Ralph Meeker) – Teil von Stunde der Entscheidung als Grenzstation
10. • 24.12.1964: The Gun (mit Eddie Albert, Dina Merrill und Peter Lazer)
11. • 31.12.1964: The Wine-Dark Sea (mit Roddy McDowall, Myrna Fahey und John Larkin)
12. • 14.01.1965: In Darkness, Waiting: Part 1 (mit Val Avery, Jeff Cooper und Will Corry)
13. • 21.01.1965: In Darkness, Waiting: Part 2
14. • 11.02.1965: That Time in Havana (mit Steve Forrest, Victor Jory und Dana Wynter)
15. • 18.02.1965: Four into Zero (mit Jack Kelly, Martha Hyer und Robert Conrad)
16. • 25.02.1965: Streetcar, Do You Read Me? (mit Martin Milner, Richard Long und Jack Ging)
17. • 11.03.1965: The Last Clear Chance (mit Bruce Bennett, Leslie Bradley und Alan Caillou)
18. • 18.03.1965: Won’t It Ever Be Morning? (mit John Cassavetes, Gena Rowlands und Jack Klugman)
19. • 25.03.1965: Nobody Will Ever Know (mit Tom Tryon)
20. • 01.04.1965: The Green Felt Jungle (mit Leslie Nielsen, MacDonald Carey und Richard Conte)
21. • 15.04.1965: Rapture at Two-Forty (mit Ben Gazzara, Katherine Crawford und Michael Rennie; Pilot für Run for Your Life)
22. • 22.04.1965: Jungle of Fear (mit Robert Fuller, Robert Loggia und Ann Blyth)
23. • 29.04.1965: Kill No More (mit Lew Ayres, Robert Webber, Julie Adams und Leonard Nimoy)
24. • 06.05.1965: The Long Ravine (mit Jack Lord, Andrew Prine und Broderick Crawford)
25. • 13.05.1965: The Easter Breach (mit Richard Beymer und Katherine Crawford)
26. • 20.05.1965: The Safe House (mit Steven Hill und Francis Lederer)
27. • 03.06.1965: Twixt the Cup und the Lip (mit Ethel Merman und Larry Blyden)
28. • 10.06.1965: The Trains of Silence (mit Jeffrey Hunter, Tippi Hedren, Warren Stevens und Lloyd Bochner)
29. • 17.06.1965: Kill Me on July 20 (mit Jack Kelly und Kathryn Hays)
30. • 24.06.1965: The Rise und Fall of Eddie Carew (mit Dean Jones und Sheila Wills)
31. • 01.07.1965: Connery’s Hands (mit Gary Lockwood, Don Gordon, Sally Kellerman und Peter Breck)